# Antarchaea zotica
Antarchaea zotica är en fjärilsart som beskrevs av Pierre E.L. Viette 1956. Antarchaea zotica ingår i släktet Antarchaea och familjen nattflyn. Inga underarter finns listade i Catalogue of Life.